# Puntate di Obi-Wan Kenobi
Le puntate della miniserie televisiva Obi-Wan Kenobi sono state distribuite sul servizio streaming on demand Disney+ dal 27 maggio al 22 giugno 2022.
Il cast principale di questa miniserie è composto da Ewan McGregor.
| nº | Titolo originale | Titolo italiano | Pubblicazione  |
| -- | ---------------- | --------------- | -------------- |
| 1  | Part I           | Parte I         | 27 maggio 2022 |
| 2  | Part II          | Parte II        | 27 maggio 2022 |
| 3  | Part III         | Parte III       | 1º giugno 2022 |
| 4  | Part IV          | Parte IV        | 8 giugno 2022  |
| 5  | Part V           | Parte V         | 15 giugno 2022 |
| 6  | Part VI          | Parte VI        | 22 giugno 2022 |

## Parte I
- Titolo originale: Part I
- Diretta da: Deborah Chow
- Scritta da: Stuart Beattie e Hossein Amini (soggetto e sceneggiatura); Joby Harold (sceneggiatura)

### Trama

Da sinistra verso destra: la Terza Sorella (Moses Ingram), il Grande Inquisitore (Rupert Friend) e il Quinto Fratello (Sung Kang) in una scena della prima puntata.

Un lungo flashback mostra come il Cavaliere Jedi Obi-Wan Kenobi si sia stabilito sul desertico pianeta Tatooine in seguito all'uccisione di tutti i Jedi nella galassia dopo l'esecuzione dell'Ordine 66, rimasto solo dopo l'abbandono del suo vecchio amico, Anakin Skywalker, convertitosi al Lato Oscuro in Darth Vader (Fener). Dieci anni dopo la caduta della Repubblica, Obi-Wan si guadagna da vivere compiendo umili lavori, tenendo un basso profilo agli occhi di tutti, facendosi chiamare Ben. Kenobi vive anche gli incubi del suo passato e ha perso la connessione con la Forza mentre lotta per contattare il suo defunto ex maestro Qui-Gon Jinn. 
Intanto su Tatooine atterrano il Grande Inquisitore, il Quinto Fratello e Reva Sevander (Terza Sorella), in cerca di Jedi scampati alla caduta, convinti che ce ne sia uno nei paraggi. Una volta individuato e scoperto che si chiama Nari, Reva tenta incautamente di ucciderlo, cosa che il Grande Inquisitore impedisce, volendo invece interrogarlo. Nari riesce a scappare nel trambusto che ne segue. Il Grande Inquisitore rimprovera Reva per le sue azioni impulsive e la sua ossessione di trovare Kenobi, che è ampiamente creduto morto, e a loro insaputa si trova su Tatooine.
Una notte, Obi-Wan si reca alla fattoria dei Lars, dove vive il giovane Luke Skywalker, e gli lascia un giocattolo vicino all'entrata. Il giorno dopo, Owen Lars, zio di Luke, va da Obi-Wan e gli dice di stare lontano da Luke, per non coinvolgerlo come ha fatto con suo padre anni prima. Gli Inquisitori perlustrano la zona in cerca di Nari, Reva interroga Owen e minaccia di ucciderlo, ma viene fermata dal Quinto Fratello, convinto che Obi-Wan non sia lì. Quella notte, Nari tenta di chiedere aiuto a Kenobi, ma egli si rifiuta e gli dice di nascondersi dagli Inquisitori. Kenobi il giorno successivo trova il suo cadavere appeso per la città.
Nel frattempo, su Alderaan, la giovane Princiрessa Leia (Leila) si ribella ai nobili comportamenti familiari disobbedendo spesso ai genitori adottivi. Mentre lei si addentra in un bosco viene rapita da un gruppo di cacciatori di taglie capeggiati da Vect Nokru per conto di Reva, con lo scopo di attirare Kenobi dopo aver scoperto i collegamenti tra Kenobi e il suo padre adottivo Bail Organa, la quale agisce contro gli ordini del Grande Inquisitore. Il padre Bail invia una richiesta di aiuto criptata ad Obi-Wan, che dopo un po' di esitazione accetta. In seguito l'ex Jedi disseppellisce la sua spada laser dalla sabbia e si imbarca in incognito, alla ricerca della principessa rapita.
- Durata: 52 minuti
- Interpreti comprimari: Rupert Friend (Grande Inquisitore), Sung Kang (Quinto Fratello), Moses Ingram (Terza Sorella), Benny Safdie (Nari), Joel Edgerton (Owen Lars), Bonnie Piesse (Beru Lars), Simone Kessell (Brha Organa), Vivien Lyra Blair (Leia Organa bambina), Flea (Vect Nokru), Jimmy Smits (Bail Organa)
- Guest Star: Ming Qui (Maestra Jedi Minas Velti), Aiden Arnold (padawan 1), Jonathan Ho (padawan 2), Oliver Ho (padawan 3), Yonas Asuncion Kibreab (padawan 4), Mila Lanin (padawan 5), Ayaamii Sledge (padawan 6), Derek Basco (proprietario del salone), Kingsley Hao (ragazzo locale di Mos Eisley), Heath McGough (caposquadra Groff Ditcher), Leilani Shiu (Teeka), Grant Feely (Luke Skywalker bambino), Molly Miller (ancella Agira), Hossein Mardani (Dardin Shull), Karen Constantine (conduttrice locale), Gabe Fonesca (duca Kayo Organa), Roberta Sparta (Duchessa Celly Organa), Ian Inigo (cugino Niano Organa), Anthony Daniels (C-3PO)[3]
- Nota: Harold ha scelto di includere la principessa Leia nella puntata poiché sentiva che il suo messaggio a Kenobi in Una nuova speranza sarebbe stato "meno arbitrario come scelta, ora che conosciamo la profondità della storia che hanno avuto insieme. Mi è piaciuto il fatto che aiutasse a rafforzare e articolare meglio un piccolo pezzo del puzzle che è già al suo posto". Lo ha anche fatto perché sentiva che il suo rapimento avrebbe costretto Kenobi a lasciare l'esilio perché avrebbe dato la priorità a Leia e a Luke, spiegando che "Bail Organa riesce a capire che Obi-Wan è nella grotta. Lei è anche la figlia di Obi-Wan. Questo è un pezzo vitale da esplorare per me. Se c'era qualcosa che lo avrebbe allontanato da Luke, doveva per forza essere lei".[4][5] Harold ha anche ritenuto che "portare Kenobi in posti nuovi fosse davvero emozionante".[6]
- Musiche: la compositrice della colonna sonora, Natalie Holt, ha spiegato che nella puntata Obi è nel deserto, che ha rinunciato a tutto e si sente perso e solo. Holt ha sperimentato con diversi strumenti singoli, ma nessuno sembrava adatto per la colonna sonora. Poi, all'improvviso, John Williams si è unito al progetto e il suo coinvolgimento ha permesso di utilizzare i temi musicali dell'universo di Guerre stellari. Holt ha descritto il processo come una sfida per trovare il giusto equilibrio tra l'omaggio ai personaggi storici di Guerre stellari e l'introduzione di nuovi elementi.[7] Mentre componeva la colonna sonora della serie, Holt cercava di trovare il giusto equilibrio per Deborah Chow e Kathleen Kennedy, che stavano cercando di creare il mondo di Obi-Wan Kenobi. Si è ispirata al lavoro di John Williams per la realizzazione della colonna sonora.[8] Holt voleva che ognuno dei pianeti nella serie avesse una personalità musicale unica. Ad esempio, per Alderaan ha aggiunto "sapori sudamericani" e ha utilizzato un'orchestra e sintetizzatori nella composizione. Chow ha descritto Alderaan come un paese socialista, verde, moderno e tecnologico, e ha paragonato la famiglia Organa alla famiglia Obama.[9]

## Parte II
- Titolo originale: Part II
- Diretta da: Deborah Chow
- Scritta da: Stuart Beattie e Hossein Amini (soggetto); Joby Harold (sceneggiatura)

### Trama
Seguendo le coordinate del Senatore Bail Organa alla ricerca della rapita Principessa Leia, Obi-Wan Kenobi si imbarca diretto sul pianeta Daiyu, dove riesce a raccogliere informazioni utili grazie al truffatore Haja Estree che si finge un Jedi. La principessa è infatti tenuta prigioniera in una raffineria di spezia; Obi-Wan cade in trappola e viene quasi catturato dalla banda di Vect Nokru, ma riesce a fuggire e a far evadere la piccola Leia. Reva Sevander, disobbedendo al Grande Inquisitore, invia a tutti i cacciatori di taglie sul pianeta l'ologramma da ricercato di Obi-Wan, rendendogli più difficoltosa la fuga. Obi-Wan e Leia tengono un basso profilo, ma la piccola vede gli ologrammi di ricercato su Obi-Wan e pensa che egli la voglia rapire; Leia si dà alla fuga attraverso i tetti e Obi-Wan la insegue ostacolato da Reva e da alcuni cacciatori di taglie. Leia salta da un tetto rischiando di morire, quando Obi-Wan le salva la vita usando la Forza, confermando la sua identità alla bambina. 
Haja aiuta Obi-Wan e Leia a fuggire attraverso un mercantile automatico, dal momento che il pianeta è stato isolato da Grande Inquisitore fino alla cattura del Jedi. Qui Leia sale per prima sul mercantile, mentre Obi-Wan si nasconde da Reva, che lo vuole affrontare a tutti i costi: per convincerlo a esporsi, gli rivela che il suo ex amico Anakin Skywalker, alias Darth Vader, è ancora vivo e che gli Inquisitori lavorano per lui. Obi-Wan sta per accendere la sua spada laser quando subentra il Grande Inquisitore che impedisce nuovamente a Reva di intervenire; lei lo trafigge con la spada laser e nel mentre Obi-Wan fugge insieme alla piccola, poco prima che il mercantile decolli.
Nell'ultima scena Darth Vader, immerso in una vasca curativa di bacta, apre gli occhi.
- Durata: 39 minuti
- Interpreti comprimari: Kumail Nanjiani (Haja Estree), Marisé Álvarez (Nyche Horn), Flea (Vect Nokru), Moses Ingram (Terza Sorella), Vivien Lyra Blair (Leia Organa bambina), Rupert Friend (Grande Inquisitore), Sung Kang (Quinto Fratello), Rya Kihlstedt (Quarta Sorella), Hayden Christensen (Anakin Skywalker/Darth Vader)[10]
- Guest Star: Dan Considine (ufficiale di coperta Densin Clord), Temuera Morrison (clone trooper veterano), Esther-Rose McGregor (Tetha Grig), Jecobi Swain (Jaico), Indie Desroches (Corran), Tom O'Connell (Guardia della raffineria di spezie 1), Cha-Leen Yoon (Guardia della raffineria di spezie 2), Aviel Ayoung (Mercenario 1), Amy Sturdivant (Mercenario 2), Mackensi Emory (Spice Runner 1), Phong Giang (Spice Runner 2), Mario Filippi (Spice Runner 3)

Nota
- Harold ha deciso di includere il personaggio di Haja Estree perché riteneva che fosse importante fornire a Obi-Wan un informatore durante il suo soggiorno su Daiyu. Ha ritenuto che fosse "necessario avere qualcuno da cui Obi-Wan potesse ottenere informazioni, ma sarebbe stato noioso se si fosse trattato semplicemente di qualcuno che picchia in un vicolo". Quindi, ha scelto di creare Haja come un truffatore che si finge un Jedi.[11]

Progettazione del pianeta Daiyu e della valuta utilizzata su di esso
- In questa puntata, è stato introdotto un nuovo pianeta chiamato Daiyu. Chow lo ha descritto come un luogo che emana "grinta ed energia, ma che è anche un po' strano e losco", mentre Harold ha paragonato il suo ambiente ad una Hong Kong notturna,[12][13][14] per creare un contrasto con il pianeta Tatooine, che è il principale scenario della miniserie.[12]
Durante la progettazione di Daiyu, lo scenografo Doug Chiang e Chow hanno incorporato elementi dell'arte e della cultura asiatica. Chow si è ispirata a immagini di tessuti broccati cinesi, mentre Chiang ha descritto l'estetica come un mix di un verde giada ricco e un meraviglioso rosso bordeaux. L'uso di queste due tavolozze di colori, insieme alla trama del tessuto, ha creato un'identità visiva interessante per il pianeta.[15] All'interno di Daiyu è stato incluso anche un laboratorio di droga, poiché Harold riteneva che questo pianeta rappresentasse il "ventre inferiore all'interno del mondo di Guerre stellari". L'inclusione di elementi realistici come il laboratorio di droga è stata intesa per rendere la serie più tangibile per il pubblico. Hanno scelto di progettare il laboratorio come un'installazione per la produzione di metano, poiché ritenevano che si adattasse al tono della serie e fosse più economico rispetto ad altre opzioni.[4]
- La puntata mostra Kenobi che utilizza la valuta immaginaria chiamata wupiupi. Durante la progettazione della valuta, l'attrezzista Brad Elliott ha consultato Hidalgo per avere dei consigli. Come fonte di ispirazione, sono state utilizzate un'immagine tratta da La minaccia fantasma e lo Yuzluk turco, una moneta utilizzata durante l'Impero Ottomano. L'immagine proveniente da La minaccia fantasma era originariamente presente nel film, mentre lo Yuzluk ha fornito spunti per il design originale. Il team di oggetti di scena ha ridotto le dimensioni della wupiupi, mantenendo però la sua grafica originale. Ciò è stato fatto perché Chow era preoccupata per le dimensioni della valuta, considerando le "rapide transazioni corpo a corpo" che vengono raffigurate nella scena.[16]

Sceneggiatura
- Nel creare i dialoghi di Leia, l'autore ha cercato di renderla "spiritosa e non solo adulta per il semplice fatto di essere una bambina". Ha tratto ispirazione dai film Paper Moon - Luna di carta e Prima di mezzanotte per definire le sue interazioni con Kenobi.[17] In questa puntata, Kenobi utilizza per la prima volta la Forza dopo il suo auto-esilio su Tatooine. Harold ha spiegato che il motivo per cui Kenobi non ha usato la Forza o la sua spada laser prima di questo momento è perché avrebbe attirato l'attenzione su di sé. Ha inoltre approfondito l'argomento affermando che Kenobi è arrivato ad un punto nella sua vita in cui si trova nel suo passato. Pertanto, non lo abbiamo visto utilizzare la Forza in modo deliberato ed efficace fino a quel momento, perché doveva essere un momento importante. Non avrebbe dovuto semplicemente afferrare la sua tazza di caffè al mattino. L'avrebbe utilizzata solo per qualcosa di significativo. Quel momento doveva rappresentare il primo passo, in cui Kenobi abbraccia pienamente la sua identità e comprende il suo rapporto con la Forza e la sua abilità di utilizzarla. Questo momento simboleggia metaforicamente chi è lui come individuo.[18]
- Morrison, nel ruolo di un clone senzatetto, ha descritto il suo personaggio come "la rappresentazione di tutto l'esercito di cloni che non esiste più".[19] La sua scena per questa puntata è stata girata durante le riprese di The Book of Boba Fett, poiché i set di entrambe le serie si trovavano vicini l'uno all'altro, consentendo la sua partecipazione in entrambe le produzioni.[19]
- Durante la stesura della sceneggiatura, Harold si è consultato con Pablo Hidalgo sul fatto che Kenobi dovesse conoscere o meno l'identità di Vader, affermando: "Tutto si riduce a poter giocare questa carta all'interno del canone. E questa è un'opportunità fantastica, perché alla fine della seconda puntata e all'inizio della terza si sente ciò che è fondamentale: Vader, ciò che perseguita Obi-Wan e il suo dovere di affrontare il passato".[20] La decisione di includere la scena in cui Kenobi scopre che Darth Vader è vivo alla fine della puntata è stata presa perché Harold desiderava "rendere tutto più lento, essere paziente e costruire davvero la figura di Obi-Wan". Successivamente, voleva "introdurre l'idea che Vader sia là fuori, in attesa di lui", e poi concludere con Obi-Wan che pronuncia: Anakin. Questa parola diventa molto scomoda nella mente del pubblico perché hanno vissuto con il personaggio per due puntate". Si è scelto di concentrarsi sulla performance di Ewan McGregor in quella scena, in quanto rende la narrazione molto coinvolgente per il pubblico, poiché possono leggere le emozioni sul suo volto.[18]

## Parte III
- Titolo originale: Part III
- Diretta da: Deborah Chow
- Scritta da: Joby Harold, Hannah Friedman, Hossein Amini e Stuart Beattie

### Trama
Vader ordina a Reva di trovare Kenobi, promettendole la posizione del Grande Inquisitore nel caso ci riuscisse, decidendo a sua volta di inviare droidi sonda imperiali per trovarlo. Nel frattempo Kenobi e Leia atterrano sul pianeta Mapuzo e procedono grazie alle informazioni fornite da Haja. Non trovando però nessuno al punto di incontro, i due accettano un passaggio su un mezzo di trasporto guidato da un operaio, chiamato Freck, fedele all'Impero, ma ad un posto di blocco il Jedi viene riconosciuto dal droide sonda. Reva avvisa la guarnigione imperiale, ma prima del loro arrivo Leia e Obi-Wan ricevono l'aiuto di una ufficiale imperiale, Tala, che rivela di essere un membro di una rete sotterranea, denominata il Cammino, che aiuta i nemici dell'Impero a nascondersi e li scorta in un passaggio sotterraneo segreto in modo che possano fuggire.
Prima della partenza, sul pianeta arrivano gli inquisitori e Darth Vader, che uccide alcuni cittadini per attirare Kenobi. Quest'ultimo manda avanti Leia e Tala mentre lui resta indietro per distrarre il suo ex allievo. Alla fine i due si incontrano, e nonostante Obi-Wan tenti inizialmente di fuggire, si battono in un duello con le spade laser. Vader alla fine dello scontro strangola Kenobi e lo getta in mezzo alle fiamme, fino all'arrivo di Tala, che lo salva. Intanto Reva incrocia Leia all'altra estremità del tunnel.
- Durata: 45 minuti
- Interpreti comprimari: Vivien Lyra Blair (Leia Organa bambina), Moses Ingram (Terza Sorella), Sung Kang (Quinto Fratello), Rya Kihlstedt (Quarta Sorella), Zach Braff (voce di Freck), Indira Varma (Tala Durith), James Earl Jones (voce di Darth Vader),[10][21] Hayden Christensen (Anakin Skywalker/Darth Vader)
- Guest Star: Dustin Ceithamer (NED-B),[22] Aj Troup (stormtrooper 1), Shane Hartline (stormtrooper 2), Ardeshir Radpour (stormtrooper del checkpoint), Melanie mosley (stormtrooper della safehouse 1), Will Westwater (stormtrooper della safehouse 2)[10]

Sceneggiatura
- Mentre stava scrivendo la puntata, Joby Harold trovò affascinante l'idea che Kenobi potesse ritrovare la speranza dopo l'incontro con Tala e la rete sotterranea. Riguardo a ciò disse: "L'idea che Kenobi possa trovarla (la speranza), anche solo un piccolo barlume, durante il suo viaggio e riaccenderla, è parte integrante di ciò che la terza puntata rappresenta".[23] Inoltre, Harold scrisse una scena in cui Kenobi immagina Anakin Skywalker che lo osserva mentre viaggia a Mapuzo con Leia, definendola "molto potente" poiché non si tratta di un semplice flashback iniziale o di una sequenza onirica. Ma questa scena suggerisce quanto Obi-Wan sia coinvolto in questa conversazione con Leia, lasciando un impatto significativo sul pubblico.[5]
- Harold ha inoltre inserito il riferimento a Padmé Amidala poiché riteneva che fosse un altro personaggio di grande importanza per la puntata. Ha spiegato che questo elemento funziona perché coinvolge Leia all'interno della scena. Padmé diventa così un elemento fondamentale nel quale si può far evolvere la relazione tra i personaggi. Ciò le conferisce una vitalità, invece di essere solo un altro elemento del canone.[18]
- Harold ha espresso il desiderio di esprimere in modo più eloquente il significato della rabbia e della collera di Vader. Ha affermato che le scelte emotive che Vader compie sono più complesse rispetto a quelle a cui siamo abituati. Harold ha ritenuto che fosse molto gratificante vedere Vader infastidire i passanti su Mapuzo e voleva includere questa scena per vederlo scatenato. Ha sottolineato che Vader ha intenzionalmente provocato i passanti, sapendo che i Jedi non possono ignorare l'uccisione di innocenti, e ha compiuto quest'azione per attirare l'attenzione di Kenobi. Harold ha descritto questa sequenza come spaventosa e ha voluto suscitare paura, in quanto l'orrore del momento ha un impatto emotivo calcolato.[23] Harold ha anche ritenuto che un altro confronto tra Kenobi e Vader prima degli eventi de Una nuova speranza sarebbe stato coerente con la trama, poiché avrebbe dato più senso a certe scelte nella trilogia originale.[24] Nel duello con la spada laser tra Kenobi e Vader, Harold ha voluto sorprendere il pubblico posizionando lo scontro nel bel mezzo della serie anziché alla fine. Ha pensato che sarebbe stato interessante metterli insieme in modo inaspettato e vedere cosa sarebbe successo. Inoltre, voleva che il combattimento mettesse in luce le emozioni di Vader e le scelte che faceva durante lo scontro. Verso la conclusione del duello, Vader utilizza la sua spada laser per accendere del combustibile e bruciare Kenobi, creando un parallelo con il loro precedente duello avvenuto ne La vendetta dei Sith. Harold ha affermato che questa scelta di Vader mostra il suo vero carattere, la sua tormentata natura e la sua propensione alla vendetta. È un'occasione per accennare a ciò che si cela dietro la maschera di Vader, poiché egli non può esprimere i suoi sentimenti a parole, ma solo attraverso le azioni.[23][5]
- Nella puntata, Harold ha incluso anche Quinlan Vos, poiché voleva che Kenobi si rendesse conto dell'esistenza della Rete, una comunità di persone che avevano aiutato, tra cui alcuni Jedi. Questa consapevolezza di Kenobi riguardo al fatto che mentre lui si trovava in una situazione difficile, altri stavano lavorando per il bene comune, faceva parte del suo sviluppo personale e dell'espansione della sua coscienza. Era molto importante per Harold trovare la persona giusta per incarnare quella lotta che stava avvenendo.[25] Inoltre, Harold ha riconosciuto l'importanza di rispettare sia i fan di Guerre stellari che il canone stesso.[5]

Progettazione di NED-B
- Il design del martello di NED-B è stato ispirato dallo schifo di Jabba the Hutt ne Il ritorno dello Jedi. L'attrezzista Brad Elliott ha spiegato che inizialmente il martello doveva essere un semplice martello di potenza, ma il design è stato modificato perché non sapeva come fosse esattamente. Elliott ha preso ispirazione dal bastone utilizzato dalla guardia di Jabba the Hutt e ha aggiunto un'unità di potenza e un tubo rigido per suggerire che, simile a un'ascia vibrante, il martello creasse un impatto extra grazie a un servomeccanismo.[26]

Effetti speciali
- Per questa puntata, le scene ambientate su Mapuzo sono state girate in California.[27] L'allucinazione di Anakin Skywalker da parte di Kenobi, che è stata la prima scena girata da Christensen, è stata ripresa sul set. A quel punto, Ewan McGregor aveva già completato le sue riprese per quella giornata, ma è rimasto sul set per osservare Christensen durante le sue scene.[28]
- Image Engine è stata la responsabile degli effetti visivi per molte delle sequenze ambientate su Mapuzo. Le prime tre inquadrature della scena in cui la nave di Kenobi e Leia atterra su Mapuzo sono state completamente realizzate in CGI. Durante la post-produzione, sono stati aggiunti dettagli come fumo, polvere, effetti di calore e altri effetti ottici. Il reparto di compositing ha utilizzato fotografie reali come riferimenti per creare gli ambienti. I paesaggi di Mapuzo sono stati creati utilizzando una combinazione di Lidar, fotogrammetria e modellazione 3D dettagliata. Il software Houdini è stato utilizzato per generare in modo procedurale le piante rampicanti e gli alberi di Joshua. Nelle sequenze con il trasporto di Freck, è stato necessario rimuovere le ruote del veicolo, aggiungere un'estensione in CGI al di sotto e ricreare l'ambiente circostante. Il supervisore del compositing, Freddy Chávez Olmos, ha sottolineato che il lavoro del reparto creativo ha semplificato il processo di compositing, consentendo di integrare senza soluzione di continuità le inquadrature con blue screen. Per la scena del trasporto, gli effetti visivi hanno richiesto l'utilizzo dell'intera vallata delle location in California e l'organizzazione delle inquadrature in sequenza, poiché non c'erano abbastanza riprese consecutive disponibili. Questo ha fornito materiale sufficiente per la scena fino al checkpoint Imperiale. Joel Tong, responsabile del compositing, ha lavorato per garantire che le inquadrature sul set e quelle con il blue screen avessero condizioni di illuminazione coerenti, apportando modifiche e regolando le inquadrature in modo da ottenere una corrispondenza visiva.[27]

## Parte IV
- Titolo originale: Part IV
- Diretta da: Deborah Chow
- Scritta da: Joby Harold e Hannah Friedman

### Trama
Dopo essere riusciti a scappare da Darth Vader, Obi-Wan e Tala si infiltrano nella roccaforte degli Inquisitori su Nur, nel sistema di Mustafar. La loro missione è quella di salvare Leia, che è stata catturata e sta subendo un interrogatorio da parte di Reva riguardo al Cammino. Una volta all'interno della roccaforte, Obi-Wan scopre una cripta piena di Jedi catturati e uccisi dall'Impero.
Nel frattempo, dopo che Obi-Wan riesce a liberare Leia, la copertura di Tala viene scoperta, così come la presenza dello Jedi. Alla fine, i tre riescono a fuggire dopo un breve scontro armato, con l'aiuto di Roken e delle sue truppe.
Dopo la fuga, Darth Vader minaccia di uccidere Reva, ma decide di risparmiarla quando lei rivela di aver nascosto un localizzatore all'interno del droide di Leia.
- Durata: 36 minuti
- Interpreti comprimari: Indira Varma (Tala Durith), Vivien Lyra Blair (Leia Organa bambina), Moses Ingram (Terza Sorella), O'Shea Jackson Jr. (Kawlan Roken), Maya Erskine (Sully Stark), Sung Kang (Quinto Fratello), Rya Kihlstedt (Quarta Sorella), James Earl Jones (voce di Darth Vader),[10][21] Hayden Christensen (Anakin Skywalker/Darth Vader)
- Guest Star: Ryder McLaughlin (Wade), Joss Glennie-Smith (guardia di sicurezza della roccaforte), David Will No (ufficiale del terminale della roccaforte), Johnathan Ho (padawan 2), Oliver Ho (padawan 3), Helen Day (ufficiale della roccaforte)[10]

Sceneggiatura
- Harold ha scritto la scena in cui Kenobi scopre la cripta con l'intento di far fronteggiare a Kenobi la cruda realtà di ciò che è accaduto alla galassia e ai Jedi. Prima di allora, vivendo isolato in una grotta su Tatooine, Kenobi era "in qualche modo distante" dalla realtà. Harold ha ritenuto fondamentale che Kenobi affrontasse questa realtà e si trovasse di fronte a un orrore crudele, poiché ciò avrebbe costituito una parte essenziale del suo viaggio complessivo.[29] L'idea di mostrare i cadaveri nella cripta è stata concepita da Harold perché desiderava includere qualcosa "nelle viscere di quella struttura" che fosse "scioccante" e allo stesso tempo coerente con l'universo di Guerre Stellari. Voleva che la visione dei cadaveri dei Jedi colpisse Obi-Wan come un pugno allo stomaco, paragonandoli a "farfalle appuntate sul muro". L'obiettivo era creare un impatto emotivo profondo in Kenobi e farlo confrontare con le conseguenze terribili della guerra e della persecuzione dei Jedi.[29]
- Mentre scriveva l'interrogatorio di Reva nei confronti di Leia, Harold era consapevole del fatto che Leia fosse sensibile alla Forza, ma ha deciso di non renderlo esplicito nella scena. Invece, ha scritto la scena come un sottile riferimento per il pubblico, senza voler mettere troppo in evidenza il suo percorso verso la Forza. L'attenzione principale era incentrata sui due personaggi e sulla dinamica tra di loro, piuttosto che sul viaggio di Leia verso la scoperta della sua sensibilità alla Forza. L'obiettivo di Harold era quello di mantenere un certo grado di mistero e sottigliezza nella rappresentazione di Leia e della sua connessione con la Forza. Questo ha permesso al pubblico di fare le proprie supposizioni e di essere parte integrante della scoperta del potenziale di Leia nel corso della storia.[30]

Progettazione della roccaforte
- Il team di produzione è stato influenzato da Star Wars Jedi: Fallen Order durante la progettazione della roccaforte degli Inquisitori. Harold ha riconosciuto che questa influenza è stata un enorme vantaggio per il team di progettazione e ha rappresentato un'entusiasmante opportunità per creare un legame coerente all'interno del più ampio canone di Guerre stellari.[31]

## Parte V
- Titolo originale: Part V
- Diretta da: Deborah Chow
- Scritta da: Joby Harold e Andrew Stanton

### Trama
Seguendo il Cammino fino al loro nascondiglio, Vader promuove Reva a Grande Inquisitrice e le ordina di assediare la struttura. A corto di tempo, Obi-Wan affronta Reva e deduce che lei conosce la vera identità di Vader perché è una giovane padawan sopravvissuta al massacro di Anakin al tempio Jedi. Si rende conto che non desidera servire Vader, ma ucciderlo per vendetta. Tuttavia, lei rifiuta il suo aiuto.
La struttura viene occupata dall'Impero e Tala si sacrifica per salvare Obi-Wan. Rendendosi conto che non c'è modo di vincere, Obi-Wan si arrende e riesce a convincere Reva ad assassinare Vader quando lei gli consegna Kenobi. Nel frattempo, Lelia riesce a riparare le porte, permettendo al Cammino di fuggire dalla struttura insieme a Obi-Wan. Reva tradisce e attacca Vader, ma viene rapidamente sopraffatta e trafitta dalla spada laser del Sith. L'originale Grande Inquisitore riappare, rivelandosi vivo, e i due se ne vanno lasciandola morire. 
Mentre Obi-Wan, Lelia e il Cammino lasciano il pianeta, una Reva ferita trova il trasmettitore di Obi-Wan e vede un messaggio che rivela che Vader ha dei figli.
- Durata: 40 minuti
- Interpreti comprimari: Moses Ingram (Terza Sorella), O'Shea Jackson Jr. (Kawlan Roken), Vivien Lyra Blair (Leia Organa bambina), Maya Erskine (Sully Stark), Indira Varma (Tala Durith), Kumail Nanjiani (Haja Estree), Marisé Álvarez (la madre di Corran), Rupert Friend (Grande Inquisitore), James Earl Jones (voce di Darth Vader),[10][21] Hayden Christensen (Anakin Skywalker/Darth Vader)
- Guest Star: Crispian Belfrage (capitano dello star destroyer Devastator), Indie Desroches (Corran), Aiden Arnold (padawan 1), Jonathan Ho (padawan 2), Oliver Ho (padawan 3), Yonas Asuncion Kibreab (padawan 4), Mila Lanin (padawan 5), Ayaamii Sledge (padawan 6), Grant Feely (Luke Skywalker bambino)[10]

Sceneggiatura
- La puntata presenta dei flashback in cui Kenobi addestra Anakin Skywalker prima degli eventi de L'Attacco dei cloni. I produttori hanno espresso preoccupazione per il fatto che il personaggio rimanesse costantemente dietro la maschera di Vader per l'intera serie. L'obiettivo di queste scene era mostrare il cambiamento nel rapporto tra Kenobi e Skywalker nel corso della serie, nella speranza di far superare ai personaggi le loro differenze. Tuttavia, ciò ha portato ad un tono straziante e molto emotivo nella puntata.[32] Stanton ha notato che l'adesione al canone a volte limita le possibilità di creare trame narrative migliori e si è sentito frustrato dalla necessità di rimanere fedeli all'universo, notando che altre serie televisive come Andor, non sono così vincolate dal canone.[33]

Effetti visivi
- Nelle sequenze di flashback, l'attore Hayden Christensen è stato sottoposto a un processo di ringiovanimento mediante l'uso di CGI, seguendo un approccio simile a quanto visto nelle scene di Mark Hamill in The Mandalorian e in The Book of Boba Fett.[34] Questa scelta è stata necessaria poiché Christensen aveva interpretato Anakin Skywalker all'eta di 20 anni. La stessa sorte è toccata anche a McGregor che aveva interpretato il suo personaggio all'età di 30 anni.[35]

## Parte VI
- Titolo originale: Part VI
- Diretta da: Deborah Chow
- Scritta da: Joby Harold e Andrew Stanton (soggetto e sceneggiatura); Stuart Beattie (soggetto); Hossein Amini (sceneggiatura)

### Trama
Mentre Reva viaggia verso Tatooine in cerca di Luke, Vader insegue Obi-Wan e i membri del Cammino dal suo star destroyer. Rendendosi conto che non c'è altra via d'uscita, Obi-Wan si separa dal gruppo in modo che Leia e gli altri possano fuggire. A questo punto combatte con Vader su un pianeta vicino, danneggiando il dispositivo di respirazione di quest'ultimo e rendendolo di fatto incapace di continuare a combattere; e convinto che Anakin non esista più, Obi-Wan lo abbandona ferito.
Nel frattempo, Reva arriva alla fattoria dei Lars, e dopo un breve duello con Owen e Beru, cerca di inseguire Luke nel deserto, ma non riesce ad ucciderlo e alla fine lo restituisce alla sua famiglia. Obi-Wan si congratula con lei per essere riuscita a superare il suo passato, il lato oscuro e smettendo di essere un'inquisitrice.
Intanto su Mustafar, Vader abbandona la sua ricerca di Obi-Wan dopo che l'Imperatore Palpatine mette in dubbio le sue motivazioni. In seguito Obi-Wan si reca su Alderaan promettendo agli Organa che resterà a loro disposizione. Al suo ritorno su Tatooine, assicura a Owen che permetterà a Luke di crescere come un ragazzo normale, incontrando inoltre il bambino per la prima volta. Dopo aver trovato la sua pace interiore, il Jedi vede e parla con lo spirito del suo defunto maestro, Qui-Gon Jinn.
- Durata: 48 minuti
- Interpreti comprimari: Moses Ingram (Terza Sorella), Vivien Lyra Blair (Leia Organa bambina), Kumail Nanjiani (Haja Estree), Marisé Álvarez (la madre di Corran), O'Shea Jackson Jr. (Kawlan Roken), Maya Erskine (Sully Stark), Joel Edgerton (Owen Lars), Bonnie Piesse (Beru Lars), Rupert Friend (Grande Inquisitore), Simone Kessell (Brha Organa), Ian McDiarmid (Palpatine/Darth Sidious), James Earl Jones (voce di Darth Vader),[10][21] Jimmy Smits (Bail Organa), Hayden Christensen (Anakin Skywalker/Darth Vader)
- Guest Star: Hossein Mardani (Dardin Shull), Heath McGough (caposquadra Groff Ditcher), Indie Desroches (Corran), Crispian Belfrage (capitano dello star destroyer Devastator), Grant Feely (Luke Skywalker bambino)[10], Aiden Arnold (padawan 1), Jonathan Ho (padawan 2), Oliver Ho (padawan 3), Yonas Asuncion Kibreab (padawan 4), Mila Lanin (padawan 5), Ayaamii Sledge (padawan 6)